# ترحيل الصينيين من الاتحاد السوفيتي

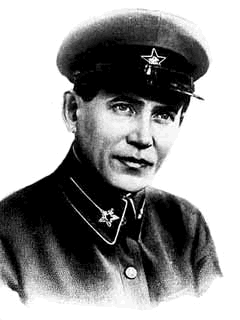

خلال عشرينيات وثلاثينيات القرن الماضي، خضع السكّان المنتمون إلى العرق الصيني في الشرق الأقصى الروسي، للهجرة القسرية والقمع السياسي من قبل الحزب الشيوعي السوفيتي. ضم هؤلاء الصينيون مواطني جمهورية الصين والمواطنين السوفييت الذين عُرفوا بانتمائهم إلى العرق الصيني.
بحلول الأربعينيات من القرن العشرين، انقرض الصينيون تقريبًا في الشرق الأقصى الروسي، على الرغم من وجود أكثر من 200ألف صيني قبل ثورة أكتوبر عام 1921. ما زال التاريخ المفصّل لكيفية تمييز الصينيين وتهجيرهم بحاجة إلى كشف من السجلات السوفيتية. في الوقت الذي أُجبَر فيه الآسيويون الشرقيون المحليون على المغادرة، أُجبَر الأوروبيون أيضًا على الهجرة إلى الشرق الأقصى من أوروبا وسيبيريا، ليصبحوا في النهاية مهيمنين على السكان المحليين.
بلغ عدد ضحايا القمع ما لا يقل عن 27,558 شخص من العرق الصيني، وكان معظمهم من مواطني جمهورية الصين. بحلول عام 1937، بقي 26,706 مواطن في الاتحاد السوفيتي من أصل صيني في الشرق الأقصى الروسي. من بين جميع الضحايا الصينيين، أُطلق سراح 3764 من قبل الحكومة السوفيتية، وأُعدِم 3922، وأُجبَر 17,175 على الهجرة، وسُجِنَ الباقي في أماكن مختلفة بما في ذلك الغولاغ.
في 30أكتوبر 2012، أُنشئ نصبان تذكاريّان لضحايا التطهير العرقي في الشرق الأقصى في موسكو وبلاغوفيشتشينسك. في 30 أبريل، قرّر«لاست أدريس» إنشاء لوحة منقوشة لذكرى فان سي سيان، أحد ضحايا التطهير العرقي الذي تعرّض له الصينيون، ووُضَع في مكتب موسكو للجنة الدولية للصليب الأحمر.

## خلفية تاريخية

### القمع ضد الصينيين خلال الحرب الأهلية الروسية
بدأ التمييز العنصري والقمع ضد الصينيين في الشرق الأقصى الروسي، في وقت مبكر قبل التطهير العظيم. عندما أشعلت ثورة أكتوبر نيران الحرب الأهلية الروسية، تعرّض الصينيون للتمييز والقمع من جانب أطراف متعددة في الحرب. ووفقًا للوثائق الدبلوماسية الصينية، تُركَت جثث الصينيين على قارعة الطريق حيث مرّ الجيش الأبيض، وأصيب بعضهم بالمدافع، بينما تجمّد آخرون حتى الموت، بعد سرقة ملابسهم. وقيل أيضًا إن الجيش الأحمر لم يتمتّع بالانضباط، إذ اغتصب أفراده بعض المواطنين الصينيين وعذّبوهم، وأشعلوا النار في المنازل والبضائع الصينية. اعتبر الراديكاليون في الجيش أي شخص لا يتحدّث اللغة الروسية جاسوسًا، تُسرَق ممتلكاته ويُقتَل. علاوة على ذلك، فتّش جيش الحلفاء ممتلكات العمال الصينيين بشكل عشوائي، وإذا وجدوا أي شيء رأوه موضع شكّ، اعتبروا العامل شيوعيًا، ليُقتَل بعدها دون استجواب. يمثّل رجال الأعمال الصينيون من شنغهاي في شاندونغ مثالًا واضحًا على هذه التصرّفات، إذ تعرضوا للسرقة والإهانة في روسيا. دفع كل ذلك العديد من الصينيين إلى العودة إلى الصين، أو بلد آخر غير روسيا.

### النزعة العنصريّة في ظل السياسة الاقتصادية الحديثة
بدأ الحزب الشيوعي السوفيتي في تنفيذ ما أطلق عليه «السياسة الاقتصادية الجديدة» بعد الحرب الأهلية، والتي سرعان ما جذبت المهاجرين الصينيين إلى الشرق الأقصى الروسي، حيث كانت القوى العاملة غير موجودة. على الرغم من أن الحكومة السوفيتية هجّرت 66,202 من أوروبا إلى المنطقة، إلا أن ارتفاع عدد الصينيين كان له تأثير هائل على الاقتصاد المحلي. بحلول أواخر العشرينيات من القرن الماضي، سيطر الصينيون على أكثر من نصف أماكن التبادل التجاريّ وحصة التجارة في الشرق الأقصى. 48.5% من تجارة البقالة، و22% من المواد الغذائية والمشروبات والتبغ بيعَت من قبل الصينيين، وأدار الصينيون 10.2% من المطاعم.
تصاعد التوتر مع قيام بعض رجال الأعمال الصينيين ببيع سلع مزيفة وذات جودة منخفضة، فنشأت صورة نمطية عن الصينيين بأنّهم مخادعون ولصوص. في الأول من يونيو عام 1930، اندلع صراع مسلح ضيّق النطاق في لينينسكي في فلاديفوستوك، بدأ بعراك بين العمال الروس ومديريهم الصينيين، ما أسفر عن إصابة 27 منهم، وتسبّب في إعاقة دائمة لثلاثة أشخاص. نتج عن هذا القتال مزيد من النزاعات العرقية. نظر الروس في المنطقة إلى معظم القادمين الجدد من الصين غير الناطقين باللغة الروسية، على أنّهم بخلاء، وحريصون على النقود، وغشّاشون ومخادعون. بينما اعتبر الصينيون الروس مدمنين على العنف والوحشية، ويهدّدون على الدوام باستخدام القوّة، وغير منطقيين، ومغفّلين.

### إجراءات الحكومة السوفيتية تجاه الصينيين
أثار انغلاق المجتمع الصيني كراهية واشمئزاز الحكومة السوفيتية، والسكّان المحليين. سكن الصينيون بكثافة كبيرة في منطقة مليونكا في فلاديفوستوك، لم توجد سيطرة حكومية على المنطقة باستثناء الضرائب. نظّم الصينيون أنفسهم تلقائيًا وفقًا لأصولهم في الصين، وعصاباتهم، ومجموعاتهم الدينية التي كانت مستقلة عن المجتمع السوفيتي، ما اعتبرته الحكومة السوفيتية تهديدًا محتملًا، إذ يمكن ببساطة تغطية الجواسيس في هكذا مجتمعات.
منذ أواخر عشرينيات القرن العشرين، سيطر الاتحاد السوفيتي بصرامة على طول الحدود الصينية السوفيتية من خلال الإجراءات التالية: فحص أمني أكثر صرامة للدخول إلى الاتحاد، وفرض الضرائب على المتع الصادرة. فُرَض على الصينيين دفع رسم إضافي قدره 14 روبل عندما يغادرون الاتحاد السوفيتي، ويفتّشون وهم عراة. قُيّدَت حوالات الصينيين المالية. فُرضَت ضرائب إضافية على الصينيين وممتلكاتهم، بما في ذلك ترخيص الأعمال، والدخل، والأرباح، والديون الخاصة، والمدرسة و...، وأُجبَر الصينيون على الانضمام إلى نقابة العمال المحلية عندما يبدؤون بالعمل.